# Nicolas-Michel Linant
Pour les articles homonymes, voir Linant.
Nicolas-Michel Linant est un homme de lettres et poète français né à Louviers en 1708 et mort en 1749. 
Ayant reçu des lettres de recommandation du marquis de Cideville pour Voltaire, il fut placé par ce dernier à Cirey en qualité de précepteur du fils de Mme du Châtelet, Louis Marie Florent du Châtelet. « Je ne sais pas encore si Linant sera un grand poète, écrivait Voltaire à Cideville le 26 juillet 1733 ; mais je crois qu’il sera un très honnête et très aimable homme. » 
Linant avait du goût, de l’imagination, mais il était fort insouciant et extrêmement paresseux. « Il ne travaille point, écrivait encore Voltaire le 6 novembre 1733 ; il ne fait rien ; il se couche à sept heures du soir pour se lever à midi » et le 31 mars 1734 : « Il a la sorte d’esprit qui convient à un homme qui aurait 20 000 livres de rente. » 
Fatigué des remontrances de l’auteur de la Henriade et du séjour de Cirey, Linant se rendit à Paris, où il devint précepteur du fils de M. Hébert, introducteur des ambassadeurs. 

## Œuvres
Linant remporta trois fois le prix de poésie à l’Académie française ; les pièces couronnées avaient pour sujet : les Progrès de l’éloquence sous le règne de Louis le Grand (1739) ; les Accroissements de la bibliothèque du roi (1741) ; les Progrès de la comédie sous Louis le Grand (1744). 
Il a écrit trois pièces de théâtre : Azaïde, tragédie représentée à Paris en 1745, publiée en 1748 ; L''Hymen, augure de la paix (1745) ; Vanda, reine de Pologne, tragédie inspirée par la légende de Wanda, représentée une seule fois (1747), publiée en 1751,. 
Enfin Linant a composé des odes, des épîtres et autres pièces de vers. On lui doit une édition des œuvres de Voltaire (1738-1739), précédée d’une préface dans laquelle il témoigne une vive reconnaissance à son illustre et généreux protecteur.